# Botryobasidium yutajense
Botryobasidium yutajense är en svampart som beskrevs av Hjortstam & Ryvarden 2005. Botryobasidium yutajense ingår i släktet Botryobasidium och familjen Botryobasidiaceae.   Inga underarter finns listade i Catalogue of Life.